# Arcidiecéze Ancona-Osimo
Arcidiecéze Ancona-Osimo (latinsky Archidioecesis Anconitana-Auximana) je římskokatolická metropolitní arcidiecéze v italských Markách, která tvoří součást Církevní oblasti Marche.  V jejím čele stojí arcibiskup Angelo Spina, jmenovaný papežem Františkem v roce 2017.

## Stručná historie
Diecéze v Anconě vznikla podle tradice již v 1. století, i když historicky je první biskup doložen až v roce 425,roku 1419 byla sloučena s diecézí Numana. Roku 1904 byl povýšena na arcidiecézi bez sufragánních diecézí, která byla bezprostředně podřízena Svatému Stolci. Diecéze v Osimu je doložena ve 4. nebo 5. století (prvním biskupem byl sv. Leopard). V  roce 1972 se arcibiskup v Anconě stal i biskupem v Osimu, ale plně byly obě diecéze spojeny až v roce 1986, kdy se vznikla metropolitní arcidiecéze, rozšířená v roce 2000 do současných hranic.